# Tomàs Bertran i Soler
Tomàs Bertrán y Soler (Barcelona, 1791-? 1859) fue un político y escritor catalán. Afiliado a la francmasonería, hasta 1835 había sido uno de los jefes del Partido Liberal con Pascual Madoz y Ramon Xaudaró y Fàbregas. Socio fundador de la Sociedad Literaria de Amigos del Hombre, en 1839 fue deportado a las Islas Canarias. Actuó después como agente de la Sociedad Bíblica protestante, religión a que se convirtió después de un viaje a Londres.
Hasta 1845 había defendido el republicanismo, influido por Montesquieu y Jean-Jacques Rousseau. Desde entonces se volvió monárquico, y durante la segunda guerra carlista (1846-1847) intentó unir a progresistas y carlistas alrededor de un proyecto de estado que significaba un régimen de autogobierno para Cataluña a través de una Diputación General de Cataluña que él proclamó el 24 de noviembre de 1848. Pidió ayuda al británico lord Palmerston e intentó entrevistarse con el pretendiente carlista, abandonó el 4 de abril de 1849 cuando fue detenido por las autoridades isabelinas.

## Obras
- Fr. Fulgencio o sea la vida de un seductor (1840)
- Un milagro y una mintiera: vindicación de los mallorquinas cristianos de estirpe hebrea (1858)
- Descripción geográfica, histórica, política y pintoresca de España y sus establecimientos de Ultramar (1845)
- Itinerario descriptivo de Cataluña (1847)
- Proclama de la Diputación General de Cataluña (1848)